# Fry's Electronics
Fry's Electronics è stata una catena di superstore statunitense per la vendita di componenti e accessori per computer. Fondata nel 1985 in California dai fratelli Fry, nel 2019 contava 34 negozi in nove stati.

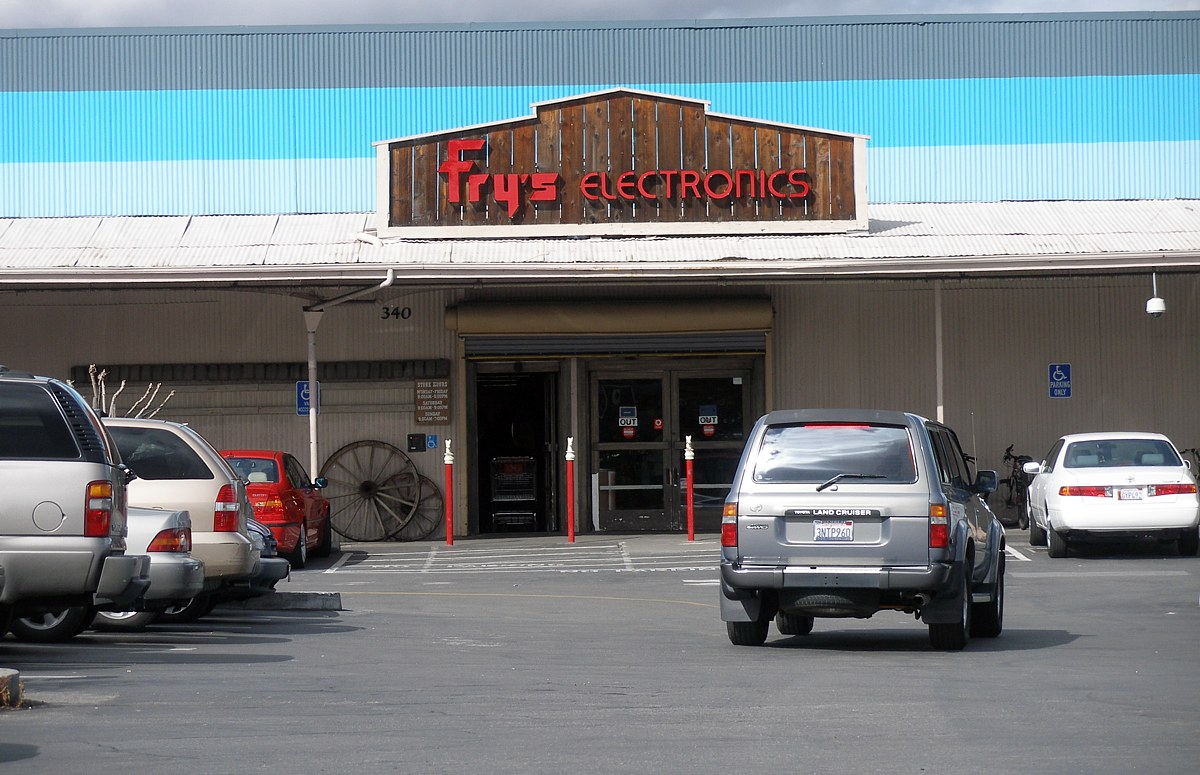
Negozio Fry's Electronics a Palo Alto, chiuso nel 2019

Nel febbraio 2021 Fry's Electronics ha annunciato la chiusura di tutti i punti vendita a causa della pandemia di COVID-19.